# Warneckea lecomteana
Warneckea lecomteana är en tvåhjärtbladig växtart som beskrevs av Jacq.-fel.. Warneckea lecomteana ingår i släktet Warneckea och familjen Melastomataceae. Inga underarter finns listade i Catalogue of Life.